# رئيس فيجي
رئيس فيجي هو رئيس الدولة في جمهورية فيجي. يتم تعيين الرئيس من قبل البرلمان لمدة ثلاث سنوات بموجب شروط دستور 2013. على الرغم من أن المنصب ليس منصبًا شرفيًا بالكامل، إلا أن دور الرئيس في الحكومة هو دور احتفالي إلى حد كبير، ولكن هناك صلاحيات احتياطية مهمة يمكن ممارستها في حالة حدوث أزمة. بالإضافة إلى ذلك، الرئيس هو القائد الأعلى للقوات العسكرية في فيجي.

## تاريخ المنصب
تم إنشاء منصب الرئيس بعد انقلابين عسكريين في عام 1987 أديا إلى إعلان الجمهورية في 7 أكتوبر، مما أنهى الملكية في فيجي. قام اللواء سيتيفيني رابوكا، الذي خطط للانقلابات، بتشكيل حكومة عسكرية مؤقتة برئاسته. ومع ذلك، لم يتخذ لقب الرئيس، وفي 5 ديسمبر عين راتو سير بينايا غانيلاو، آخر حاكم عام، كأول رئيس للجمهورية.
أدى انقلاب مدني بتدبير من جورج سبايت إلى اضطراب دستوري آخر في عام 2000. استقال الرئيس راتو سير كاميسيسي مارا في 29 مايو بدلاً من إلغاء الدستور، كما طلبت القوات العسكرية، بدعم من المحكمة العليا. (ما إذا كان استقالته قد أُجبرت عليها أم لا كان موضوع تحقيق شرطي استمر حتى وقت انقلاب 2006). تولى العميد البحري فرانك باينيماراما السلطة كرئيس للحكومة العسكرية المؤقتة (كما فعل رابوكا في عام 1987)، حتى تم تعيين راتو جوزيفا إيلويلو رئيسًا في 13 يوليو.
في 5 ديسمبر 2006، أطاحت القوات العسكرية مرة أخرى بالحكومة. أعلن باينيماراما نفسه رئيسًا بالنيابة؛ وقال في البداية إنه تولى المنصب بشكل مؤقت، وسيطلب قريبًا من المجلس الأعلى للرؤساء إعادة تعيين إيلويلو، ولكن في 17 ديسمبر أصر على أنه أصبح الآن الرئيس وأن المجلس الأعلى يجب أن يعترف به على هذا النحو. تمت إعادة تعيين إيلويلو كرئيس في 4 يناير 2007.
في يناير 2008، صرح باينيماراما أن الجيش هو "السلطة التنفيذية في تعيين الرئيس"، بعد تعليق عمل المجلس الأعلى للرؤساء. سيتم تعيين الرئيس من قبل الجيش، حتى يتم تشكيل مجلس أعلى للرؤساء معدل.
بعد أيام قليلة، اقترح مدير منتدى المواطنين الدستوري القس أكويلا ياباكي أن يكون منصب الرئيس في المستقبل مفتوحًا لأشخاص من أي عرقية، بدلاً من أن يكون محجوزًا لسكان فيجي الأصليين. كان هذا الاقتراح مثيرًا للجدل، وعارضه بشكل ملحوظ رئيس الوزراء المخلوع لايسينيا كاراسي. كما عارض الزعيم التقليدي من ريفا، رو فيليبي تويصاو، الفكرة، وذكر رأيه في وظيفة الرئاسة:
في 28 يوليو 2009، أعلن إيلويلو أنه سيغادر منصبه في 30 يوليو. خلفه العميد (متقاعد) إبيلي نايلاتيكاو كرئيس بالنيابة. في 5 نوفمبر 2009، أدى نايلاتيكاو اليمين كرئيس.
في مارس 2012، ألغت حكومة باينيماراما المجلس الأعلى للرؤساء بمرسوم. أكد باينيماراما أن هذا يعني أنه يجب أن تكون هناك طريقة جديدة لتعيين الرئيس؛ وقال إن هذا سيتم توفيره من خلال دستور جديد، سيتم اعتماده في عام 2013 بعد مشاورات مع الشعب.
في 12 أكتوبر 2015، انتخب البرلمان اللواء (متقاعد) جيوجي كونروتي رئيسًا. في 12 نوفمبر 2015، أدى كونروتي اليمين كرئيس. في 31 أغسطس 2018، أعيد انتخاب كونروتي كرئيس.
في 22 أكتوبر 2021، انتخب البرلمان رئيسًا جديدًا وهو ويليام كاتونيفيري. في 12 نوفمبر 2021، أدى كاتونيفيري اليمين كرئيس.

## قائمة الرؤساء
| رقم | الصورة | الاسم (الولادة–الوفاة)                                                         | بداية الفترة                              | نهاية الفترة   | المدة             | الانتماء السياسي | الانتماء السياسي                       | الانتخابات  | رئيس الوزراء                    |
| --- | ------ | ------------------------------------------------------------------------------ | ----------------------------------------- | -------------- | ----------------- | ---------------- | -------------------------------------- | ----------- | ------------------------------- |
| -   |        | اللواء سيتيفيني رابوكا رئيس الحكومة العسكرية المؤقتة بالنيابة (1948-)          | 7 أكتوبر 1987                             | 5 ديسمبر 1987  | 59 أيام           |                  | القوات المسلحة الفيجية                 | —           | —                               |
| 1   |        | راتو سير بينايا غانيلو (1918-1993                                              | 5 ديسمبر 1987                             | 15 ديسمبر 1993 | 6 سنوات و10 أيام  |                  | مستقل                                  | 1987        | مارا سيتيفيني رابوكا            |
| 2   |        | راتو سير كاميسيز مارا (1920-2004)                                              | 16 ديسمبر 1993 بالوكالة حتى 18 يناير 1994 | 29 مايو 2000 ‏  | 6 سنوات و165 أيام |                  | مستقل                                  | 1994        | رابوكا ماهيندرا شوذري مومويدونو |
| -   |        | عميد بحري فرانك باينيماراما رئيس الحكومة العسكرية المؤقتة بالنيابة (1954-)     | 29 مايو 2000                              | 13 يوليو 2000  | 45 أيام           |                  | القوات المسلحة الفيجية                 | —           | كاراسي                          |
| 3   |        | راتو جوزيفا إيلويلو (1920 -2011)                                               | 13 يوليو 2000                             | 5 ديسمبر 2006  | 6 سنوات و145 أيام |                  | مستقل                                  | 2000 ‏ 2006 ‏ | كاراسي مومويدونو كاراسي         |
| -   |        | العميد البحري فرانك باينيماراما رئيس الحكومة العسكرية المؤقتة بالنيابة (1954-) | 5 ديسمبر 2006                             | 4 يناير 2007   | 30 أيام           |                  | القوات المسلحة الفيجية                 | —           | سينيلاجاكالي                    |
| 4   |        | راتو جوزيفا إيلويلو (1920 -2011)                                               | 4 يناير 2007                              | 30 يوليو 2009  | 2 سنوات و207 أيام |                  | مستقل                                  | —           | فرانك باينيماراما               |
| 5   |        | راتو عميد إبيلي نايلاتيكاو (1941-)                                             | 30 يوليو 2009 بالوكالة حتى 5 نوفمبر 2009  | 12 نوفمبر 2015 | 6 سنوات و105 أيام |                  | مستقل                                  | 2009        | باينيماراما                     |
| 6   |        | الجنرال العام جورج كونروت (1947-)                                              | 12 نوفمبر 2015                            | 12 نوفمبر 2021 | 6 سنوات           |                  | فيجي أولا                              | 2015 2018   | باينيماراما                     |
| 7   |        | راتو وليام كاتونيفيري (1964-)                                                  | 12 نوفمبر 2021                            | 12 نوفمبر 2024 | 3 سنوات           |                  | تحالف الشعب (حزب فيجي أولاً ‏) (2021–24) | 2021        | باينيماراما رابوكا              |
| 8   |        | راتو نايكاما لالابالافو (1953-)                                                | 12 نوفمبر 2024                            | الحالي         | 130 أيام          |                  | تحالف الشعب                            | 2024        | رابوكا                          |